# 1967-es magyar teniszbajnokság
Az 1967-es magyar teniszbajnokság a hatvannyolcadik magyar bajnokság volt. A bajnokságot augusztus 20. és 28. között rendezték meg Budapesten, a Dózsa margitszigeti teniszstadionjában.

## Eredmények
| Versenyszám  | Arany                                        | Arany | Ezüst                                              | Ezüst | Bronz                                                                                                 | Bronz |
| ------------ | -------------------------------------------- | ----- | -------------------------------------------------- | ----- | --- | ----- |
| Férfi egyéni | Gulyás István Újpesti Dózsa                  |       | Szőke Péter Bp. Vörös Meteor                       |       | Baranyi Szabolcs Újpesti DózsaVarga Géza Újpesti Dózsa                                                |       |
| Női egyéni   | Szabó Éva Vasas SC                           |       | Polgár Erzsébet Újpesti Dózsa                      |       | Duday Melinda Bp. HonvédBorka Katalin Újpesti Dózsa                                                   |       |
| Férfi páros  | Gulyás István, Szikszay András Újpesti Dózsa |       | Baranyi Szabolcs, Varga Géza Újpesti Dózsa         |       | Jancsó Antal, Machán Róbert Bp. VTSKBabarczy József, Balázs György Bp. Spartacus                      |       |
| Női páros    | Szabó Éva, Szörényi Judit Vasas SC, Bp. VTSK |       | Borka Katalin, Polgár Erzsébet Újpesti Dózsa       |       | Bardóczy Klára, Széll Erzsébet Bp. HonvédJószai Klára, Tóth Judit Vasas SC                            |       |
| Vegyes páros | Gulyás István, Borka Katalin Újpesti Dózsa   |       | György Károly, Bardóczy Klára Vasas SC, Bp. Honvéd |       | Balázs György, Széll Erzsébet Bp. Spartacus, Bp. HonvédSzikszay András, Polgár Erzsébet Újpesti Dózsa |       |